# Державино
Держа́вино (рос. Державино) — село у складі Бузулуцького району Оренбурзької області, Росія.
У період 1934-1959 років село було центром Державинського району.

## Населення
Населення — 810 осіб (2010; 963 у 2002).
Національний склад (станом на 2002 рік):
- росіяни — 92 %